# Chýně
Chýně este un oraș și o comună din districtul Praga-Vest din regiunea Boemia Centrală din Cehia. Are o populație de aproximativ 4.800 de locuitori. Orașul este o suburbie a capitalei Praga.

## Etimologie
Numele inițial al așezării probabil a fost Chajín. Numele său a fost derivat din numele personal Chája, care are sensul de „(curtea) lui Chája”. Numele a fost treptat distorsionat în Chajn și apoi s-a transformat în Chejn. Din secolul al XIX-lea s-a folosit varianta Chýně.

## Geografie
Chýně se află la aproximativ 5 kilometri (3 mi) vest de Praga. Se află într-un peisaj agricol din Podișul Praga.
Pârâul Litovický potok curge spre est de-a lungul graniței de nord a comunei și alimentează două iazuri mici de pește. Iazul superior se numește Bašta și este folosit în scopuri recreative. Iazul inferior are denumirea Strahovský.

## Istorie
Zona orașului a fost locuită încă din timpuri preistorice. Cuptoare de fier au fost găsite aici și sunt cele mai vechi astfel de exemple cunoscute din Boemia și Moravia. Prima mențiune scrisă despre Chýně datează din anul 1273.
Satul a aparținut în trecut Mănăstirii Strahov și până de curând a fost o mică comunitate de fermieri. Apropierea de capitala Praga, aeroportul și autostrada către Plzeň au dus din anii 1990 la dezvoltarea unor industrii de logistică și construcții. Comuna a crescut considerabil cu unele dezvoltări de locuințe mari în vest și și-a pierdut o parte din caracterul său rural.
În 2023, Chýně a fost promovat ca oraș.

## Demografie

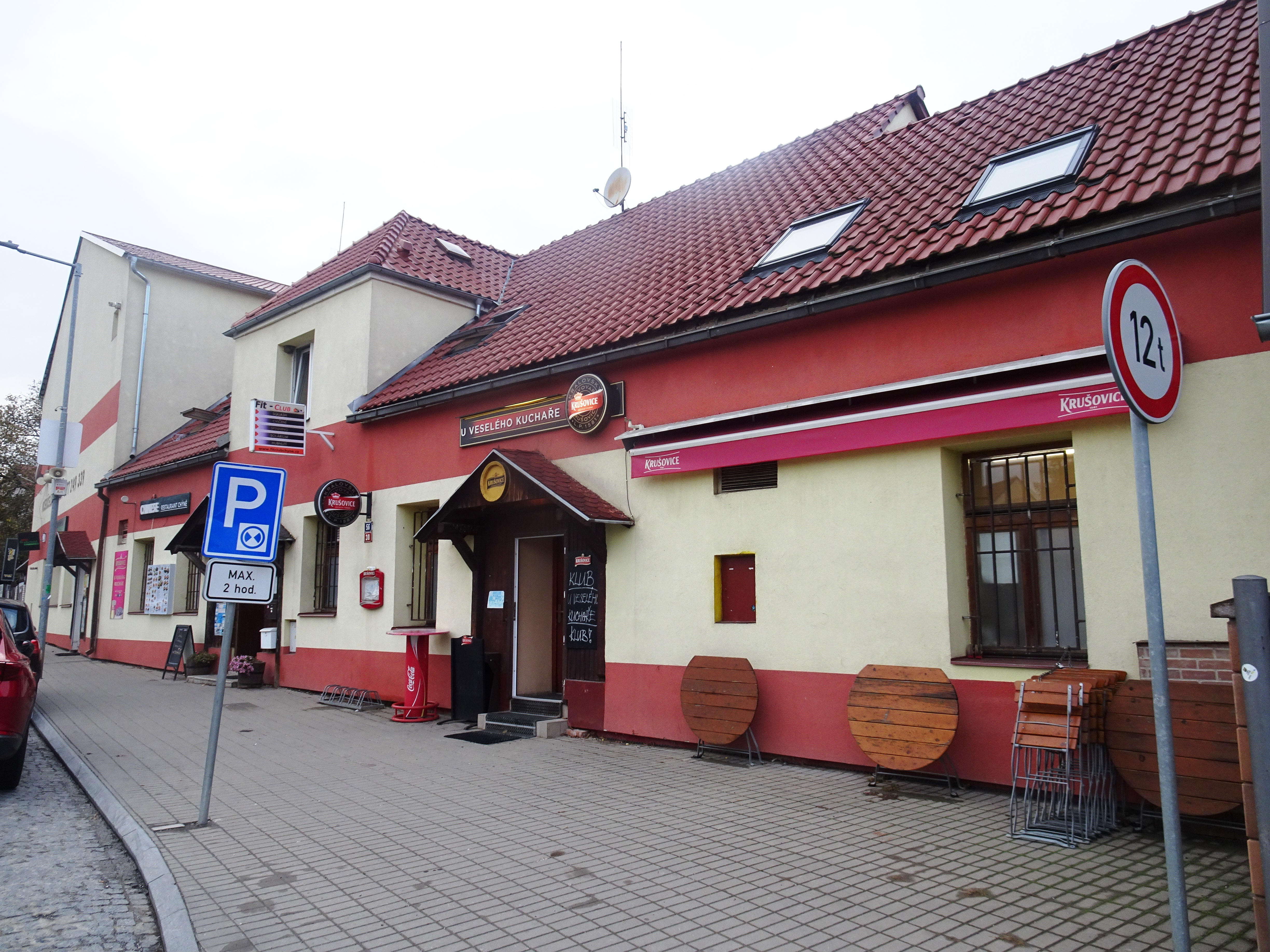
Restaurant chinezesc

## Economie

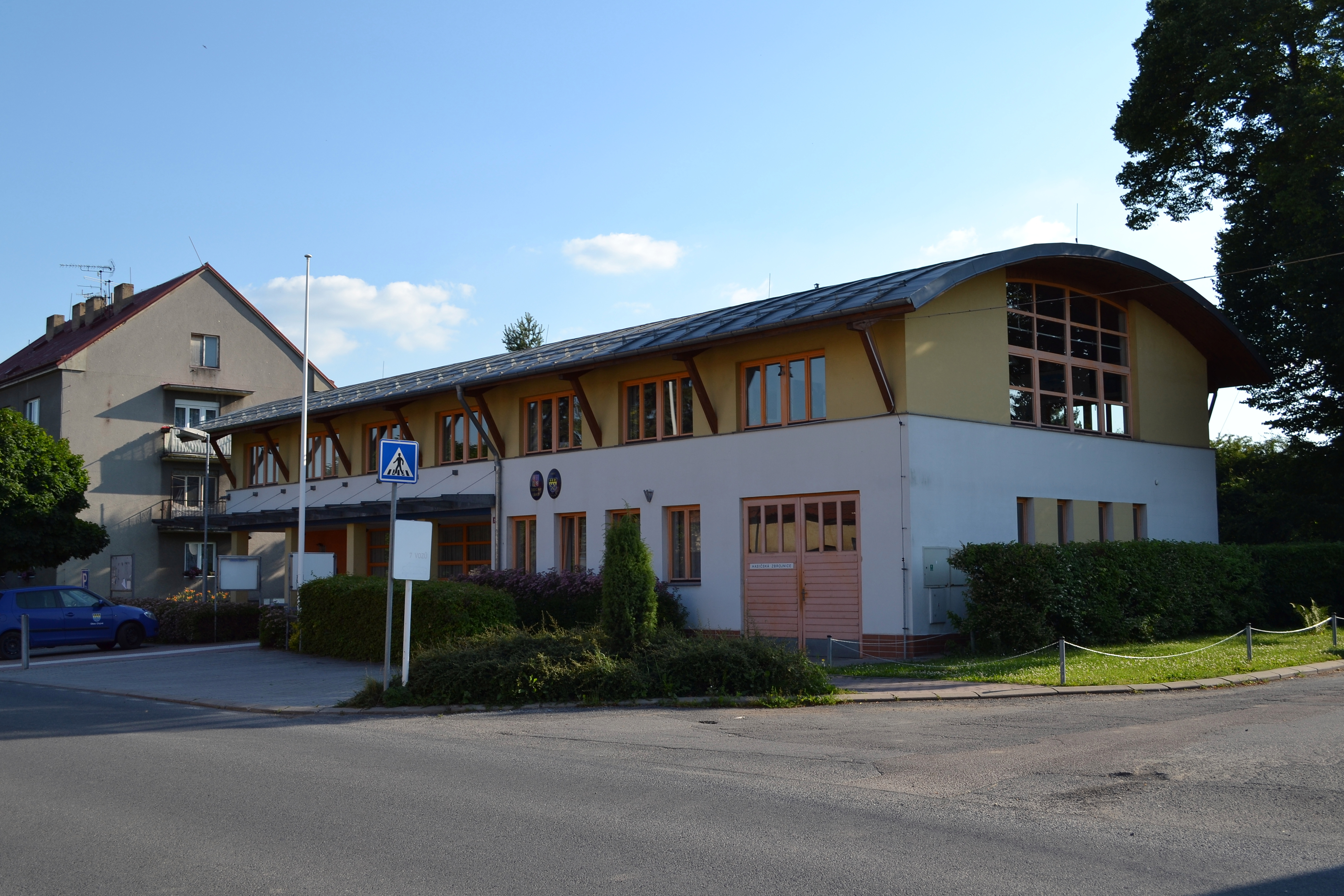
Primăria orașului Chýně

Orașul Chýně are o mică zonă industrială în est.

## Transporturi
Chýně se află pe linia de cale ferată Praga– Rudná. În afară de gara Chýně, orașul este deservit și de gara Chýně jih, care se află în sudul orașului, chiar dincolo de granița comunei.

## Obiective turistice
Nu există monumente culturale protejate în oraș.